# Lovrečica
Lovrečica (italijansko San Lorenzo; nekdaj San Lorenzo di Daila) je naselje in majhno pristanišče ob severozahodni obali Istre, ki upravno spada pod mesto Umag oz. Istrsko županijo.
Naselje, v katerem po popisu leta 2021 stalno živi 123 prebivalcev, leži približno na polovici poti med Novigradom in Umagom ob manjšem zalivu Slanik okoli 7 km južno od Umaga. V kraju stoji barokizirana cerkvica sv. Lovreče (sv. Lovrenca/Janeza Krstnika?), ki je bila temeljito prenovljena v 19. stoletju. Zgodnje baročna krstilnica s krstilnim kamnom je datirana v leto 1712.

## Osebe, povezane s krajem
- tu je 24. novembra 1991 umrl slovenski igralec Danilo Turk

## Demografija
| Pregled števila prebivalcev po letih | Pregled števila prebivalcev po letih | Pregled števila prebivalcev po letih | Pregled števila prebivalcev po letih | Pregled števila prebivalcev po letih | Pregled števila prebivalcev po letih | Pregled števila prebivalcev po letih | Pregled števila prebivalcev po letih | Pregled števila prebivalcev po letih | Pregled števila prebivalcev po letih | Pregled števila prebivalcev po letih | Pregled števila prebivalcev po letih | Pregled števila prebivalcev po letih | Pregled števila prebivalcev po letih | Pregled števila prebivalcev po letih | Pregled števila prebivalcev po letih | Pregled števila prebivalcev po letih |
| ------------------------------------ | ------------------------------------ | ------------------------------------ | ------------------------------------ | ------------------------------------ | ------------------------------------ | ------------------------------------ | ------------------------------------ | ------------------------------------ | ------------------------------------ | ------------------------------------ | ------------------------------------ | ------------------------------------ | ------------------------------------ | ------------------------------------ | ------------------------------------ | ------------------------------------ |
| 1857                                 | 1869                                 | 1880                                 | 1890                                 | 1900                                 | 1910                                 | 1921                                 | 1931                                 | 1948                                 | 1953                                 | 1961                                 | 1971                                 | 1981                                 | 1991                                 | 2001                                 | 2011                                 | 2021                                 |
| 639                                  | 683                                  | 171                                  | 252                                  | 227                                  | 194                                  | 1107                                 | 1179                                 | 219                                  | 175                                  | 210                                  | 170                                  | 253                                  | 324                                  | 154                                  | 176                                  | 123                                  |